# CR新世紀エヴァンゲリオン
『CR新世紀エヴァンゲリオン』（CRしんせいきエヴァンゲリオン）は、ビスティが製造し、フィールズが2004年12月に発売したパチンコ機である。デジパチタイプ。
その後、パチスロ機版およびパチンコ機の続編も作られている。
1. 2005年9月発売 パチスロ版『新世紀エヴァンゲリオン』 - こちらもシリーズ化。
2. 2006年2月発売 『CR新世紀エヴァンゲリオン・セカンドインパクト』 - 本作の後継機。
3. 2007年2月発売 『CR新世紀エヴァンゲリオン 〜奇跡の価値は〜』 - 「シリーズ最終章」というフレーズが使われた。
4. 2008年1月発売 『CR新世紀エヴァンゲリオン 〜使徒、再び〜』 - 2007年12月にTVCMで発売を予告。「CR機としてデビュー3年そして…」というフレーズが使われた。
5. 2009年4月発売 『CR新世紀エヴァンゲリオン 〜最後のシ者〜』 - 2008年12月末にTVCMで開発を公表。ヱヴァンゲリヲン新劇場版:序の映像を導入。シリーズ唯一のミドルタイプ専用機。
6. 2010年6月発売 『CRヱヴァンゲリヲン 〜始まりの福音〜』 - ヱヴァンゲリヲン新劇場版にほぼ完全移行。
7. 2012年1月発売 『CRヱヴァンゲリヲン7』 - 新劇場版に完全移行。2作目以降で初めてサブタイトルを使用せず、7作目であることから「7」が付けられた。ランクアップボーナスを採用。
8. 2013年7月発売 『CRヱヴァンゲリヲン8』 - シリーズ初のバトルスペック。特殊ステージの一つを除き、図柄が1ラインになっている。
9. 2014年11月発売 『CRヱヴァンゲリヲン9』 - シリーズ初の100%STタイプで『奇跡の価値は』以来のMAXタイプ。新たにヱヴァンゲリヲン新劇場版:Qの映像を導入。
10. 2015年9月発売 『CRヱヴァンゲリヲンX』 - MAXタイプのバトルスペックで、図柄は1ライン固定。シリーズ中唯一、出玉なし通常大当たりを実装している。
11. 2016年12月発売 『CRヱヴァンゲリヲン ～いま、目覚めの時～』 - 『7』以来となる王道確変ループタイプで、サブタイトルも復活。2016年内規に準拠。また、タイトルロゴがTVアニメ版を意識したものになった。
12. 2017年10月発売 『CRヱヴァンゲリヲン ～響きあう心～』（CRヱヴァンゲリヲン2018年モデル） - 王道確変ループタイプだが、確変中を除き図柄が1ラインになっている。『7』以来となるランクアップボーナスを採用。
13. 2019年3月発売 『Pヱヴァンゲリヲン ～超覚醒～』（Pヱヴァンゲリヲン ～超暴走～） - 2018年の新規則に対応。小当たりRUSH搭載の『超覚醒』と高継続率の『超暴走』の同時発売。13作目であることから、新劇場版:Qに登場する第13号機をメインとしている。
14. 2019年12月発売 『P新世紀エヴァンゲリオン 〜シト、新生〜』 - 9作ぶりにTV版に回帰。『使徒、再び』のリメイクにあたる。
15. 2021年12月発売 『P新世紀エヴァンゲリオン 〜未来への咆哮〜』 - 前作から引き続き『使徒、再び』ベースだが、シリーズで初めてV-STタイプがメインとなっている。

なお、上記の中には、派生でミドルスペック仕様、遊パチ（甘デジ）仕様としても供給されたものがある。

## 機種概要
同名のテレビアニメ『新世紀エヴァンゲリオン』をベースにしたタイアップ機であり、同時にフィールズにとって「2004年の新基準機第一号」となる。原作アニメを忠実に再現した高品質な演出により、パチンコ業界に新たな客層を呼び込むことに成功し、10万台以上を出荷する大ヒット作となり、発売から1年以上が経過してもパチンコ攻略雑誌に攻略法が掲載され続けていた作品である。また、突然確変となる「暴走モード」や、原作での演出（エヴァンゲリオンの内部電源での活動時間5分間）を使った「ミッションモード」などの演出があり、その後のほとんどの新機種にミッションモードや突然確変が搭載されることとなった。
本作はタイアップ機ではあるが、原作を知らないパチンコファンにも受け入れられ、また新たな原作のファン層を生み出した。突然確変（暴走モード）が評判になったことやリーチ演出・予告演出のわかりやすさなどがヒットの要因となった。

## パチスロ・ゲーム
2005年9月にはパチスロ版が登場した。ちなみにパチスロ版は、内規の新基準に適合した「5号機」の第1号機（業界初、パロットを除く）である。
同年10月には、フィールズの連結子会社であるディースリー・パブリッシャーから、PS2版のシミュレーター（パチンコゲーム）が発売された。

## 図柄キャラクター
奇数の図柄が確変図柄、偶数の図柄が通常図柄となっている。キャラクターに関する詳細は新世紀エヴァンゲリオンの登場人物を、使徒に関しては使徒 (新世紀エヴァンゲリオン)を、エヴァンゲリオンに関してはエヴァンゲリオン (架空の兵器)をそれぞれ参照のこと。
基本図柄
1. 葛城ミサト
2. 加持リョウジ
3. 綾波レイ
4. 冬月コウゾウ
5. 惣流・アスカ・ラングレー
6. 渚カヲル
7. 碇シンジ
8. 赤木リツコ
9. 碇ゲンドウ

暴走モード中の図柄
1. エヴァンゲリオン零号機
2. 第3使徒サキエル
3. エヴァンゲリオン初号機
4. 第7使徒イスラフェル
5. エヴァンゲリオン弐号機
6. 第14使徒ゼルエル

## モード解説

### 暴走モード
突然確変の「暴走モード」は『SF』及び『SN』に搭載されており、突入すると高確率状態となる。
なお、突然確変を搭載していない『ZF』・『ZX』では、高確率状態が常に暴走モードの演出となる。そのため、初号機格納庫（確変確定のプレミアム演出）を見る事が出来ず、『SF』や『SN』の高確率状態の変動BGMも聞くことができない。

#### 突入演出
1. 「1・3・5」の図柄が並ぶと突入（順不同・ライン不問）。この「1・3・5」の並び目を「チャンス目」という。（「ZX」及び「ZF」でも出ることがあるが単なるハズレなので注意）
2. 碇シンジの「動け、動け、動け、動け! …動いてよ!!」の台詞の後、青い炎と共に鼓動音が二度発生。鼓動音と連動してアタッカーが一瞬開く。
3. 画面上下に「非常事態」・中央に「EMERGENCY」と表示され、各々の台詞の後「暴走モード突入」と表示される。
4. 以降は高確率状態となり、再びデジタル変動が始まる。

#### 暴走モード中の演出
画面演出
黒色の背景にオレンジ色で「EMERGENCY」・画面上下に赤黒色で「非常事態」・画面左下に「暴走モード」と表示される。
図柄がエヴァと使徒の描かれた専用の物に変化し、リール配列が縦スクロール1ライン型に変化する。その為、ダブルリーチは発生しない。
役モノ動作
液晶上部の役モノが動く。
盤面右側にある「初号機役モノ」が開口し、「暴走ランプ」が点灯する。
盤面右上にあるタイマーに0:00と表示される。

#### 補足・解説
暴走モード中は通常の高確率状態と同様、デジタル変動の強力な短縮と電チューによるスタート入賞のサポートを受けることができ、次の大当たりまで継続する。暴走モードの正体は2ラウンド・ショート開放の確変大当たりであり、突入演出中にアタッカーが一瞬開くのは2Rの大当たりを消化している為である。『SF』の場合は確変割合が67%であるが、47/67を通常の確変大当たり (15R) に割り振られ、残りの20/67は暴走モード (2R) に割り振られる。

### ミッションモード
ミッションモードはデジタル変動中に突然発生し、エヴァンゲリオンの内部電源で動作可能な時間である「5分」の間に指示された「ミッション」（〇の図柄でリーチをかけろ!）を達成出来れば大当たり確定となる。また、確変図柄が指定されたミッションを達成できれば確変大当たり確定となる。この状態になると予告演出が「チャンスボタン予告」と「左右同時停止」を除き発生しなくなる。なお、突入1回転目にリーチが確定すれば大当たり確定となり、これはミサトの部屋も共通である。あくまで演出であるため、当選確率は通常時と変わらない。そのため、ミッションモードの指定図柄以外でも内部的に当選していれば大当たりする事もある。「Mission追加」が発生したり、「〇の図柄でリーチをかけろ!」以外のミッションが指示された場合も大当たり確定。

#### 突入演出
デジタル変動直後、画面上下に「緊急事態」・中央に「EMERGENCY」と表示され、各々の台詞の後「ミッションモード突入」と表示された後、「ミッション内容」が表示される。これらの表示はすぐに消え、変動していたデジタルが停止。その後、盤面右上のタイマーが5分にセットされ、作動する。尚、ここでリーチが掛かった場合は大当たり確定となる。

#### ミッションモード中の演出
画面演出
背景が「ジオフロント」に固定され、画面上下に黄黒色の模様（「緊急事態」表示が引っ込んだ物）・画面左上に「ミッション内容」・画面左下に「ミッションモード」と表示される。
左列に指定図柄が停止すると効果音が鳴る。この効果音はミッション達成時にも鳴る。ミッションを達成すると「完遂」と表示され、大当たりが確定する。
役モノ動作
盤面右上にあるタイマーが作動する。0:00になると、次の変動からは通常の状態に戻る。

#### 補足・解説
ミッションモードは「演出」であり、大当たり確率等の変更はない。ただし、大当たり時の演出として「ミッションモード突入演出」が抽選される場合があり、初回転でいきなり「完遂」することがある。時短中に発生した場合は大当たり確定であり、初回転で「完遂」となる。ミッション内容は基本的に「○の図柄でリーチをかけろ」という内容の物となるが、ごく稀に「右（左）図柄に○をとめろ」という内容のミッションが出される場合がある。この場合は大当たり確定であり、突入時にいきなり「完遂」する。また、途中で「ミッション追加」と表示され、新しいミッションが追加される事もある。この場合も大当たり確定であり、その回転で「完遂」する。尚、「完遂」せずに（関係の無い図柄で）大当たりする事もある。ミッションモード中は「チャンスボタン予告」以外の予告演出が発生しなくなる。

### ミサトの部屋
デジタル変動直後、変動音が変化し、背景が「ミサトの部屋」に変わる事がある。この状態になると変動中の予告演出が「左右同時停止」を除き発生しなくなり、代わりに「ミニキャラ予告」が発生する。リーチが掛かった際に一定確率で終了するほか、途中でミッションモードに突入して中断されることもある。大当たり確率等の変更はないが、突入演出が大当たり時の演出として抽選される場合がある為、初回転でリーチが掛かれば大当たり確定となる。

## 予告演出
本機には様々な予告演出が存在するが、大まかには「変動中の予告」と「リーチ後予告」の二つに分けられる。「変動中の予告」と「リーチ後予告」が複合して発生する事はよくあるが、「変動中の予告」同士が複合したり「リーチ後予告」同士が複合する事は基本的に無い。ただし、「変動中の予告」である「ステップアップ予告」と「チャンスボタン予告」は、制限付きで複合し（詳細は後述）、「左右同時停止」は他の予告と複合する。

### 変動中の予告

#### ステップアップ予告
本機のステップアップ予告は、画面奥から赤木リツコの描かれたウィンドウが出現し、描かれたキャラクターが次々変わっていくというものである。また、ステップアップ予告は「シリアス系」と「リラックス系」の二種類存在し、前者は発生しやすいものの信頼度は低く、後者は発生しにくいが信頼度は高い。また、シリアス系は後述の「チャンスボタン予告」と複合する場合があるが、リラックス系は複合しない。複合した場合は、ステップ2までしか発展しないという制限がつく。

##### シリアス系
1. リツコ：ウィンドウが拡大して喋ればリーチ確定だが、何も言わずに消えてしまう「ガセ」パターンが多い
2. ミサト：リーチ確定
3. レイ：スーパーリーチ確定
4. アスカ：スーパーリーチ確定
5. シンジ：エヴァ系リーチ以上確定

尚、シリアス系には「プレミアム」も存在する。これらは、どの段階で止まっても大当たり確定（確変中は確変大当たり確定）となる。
1. リツコ：セリフが「大当りよ」に変化
2. ミサト：セリフが「大当りよ」に変化
3. 転校生レイ：設定ミスでミサトの声が流れる
4. 冬月
5. ゲンドウ

##### リラックス系
ウィンドウの枠が金色に光っていればリラックス系となる。キャラクターはシリアス系と同様だが、こちらは発生した時点でスーパーリーチが確定し、ステップ3以降はエヴァ系リーチ以上が確定。ステップ3までだと期待度はさほど高くないが、ステップ4になると期待度が上がり、ステップ5までいけば激アツ。尚、リラックス系には「プレミアム」が存在しない。

##### ミニキャラ予告
ミニキャラ予告は、ミサトの部屋にて発生する専用のステップアップ予告である。画面下部にミニキャラが次々と出現するタイプの演出となっている。ステップ3でもスーパーリーチ確定にすらならず、ステップ4まで発展しても期待度は低いが、「赤ペンペン」が登場した場合はエヴァ系リーチ以上が確定し、ステップ2で止まっても期待度大幅アップとなる。
1. 画面下部からペンペンが顔を出す：ペンペンが画面内に上がって来ればステップ2へ発展するが、そのまま引っ込んでしまう場合が多い。
2. 画面右からアスカが登場：リーチ確定
3. 画面左からシンジが登場
4. 画面上からレイが登場：スーパーリーチ確定

ちなみに、赤ペンペンがステップ1で止まった場合は大当たり確定となる。

#### チャンスボタン予告
デジタル変動直後、画面下部にキャラの顔とメッセージウィンドウが表示されてボタンが点灯し、ボタンを押すと台詞が表示される。台詞は全部で47種類（各キャラクターの無言を含めると56種類）あり、このうち3分の1以上を占める16種類は大当たり確定の台詞である。キャラが喋ればとりあえずはリーチが確定するが、前述の通り「ステップアップ予告」がシリアス系のステップ2までしか複合しないため、複合すると期待度が大きく下がってしまう。この点は、続編の『セカンドインパクト』にて改善されている。確変・暴走・時短中は発生しない。
- 『セカンドインパクト』以降とは違い、リツコはリーチ確定止まり、ミサトはスーパーリーチ確定の台詞しか存在しない。
- 機体名やパイロット名が入っている場合は、対応したリーチへの発展が確定となり、法則崩れで大当たり確定（シンクロリーチでも有効）。
- 冬月は期待度の差が大きく、「また恥をかかせおって」なら激アツだが、対応先のユニゾンリーチに発展すると期待度が大幅に下がってしまう。

#### タイトル予告
デジタル変動中、黒背景に白文字で「タイトル」が表示され、各タイトルに対応したリーチへの発展が予告される。関連性の無いリーチに発展した場合は「法則崩れ」により大当たりが確定するが、「シンクロリーチ」への発展は法則崩れの対象外となっている。そのため大当たり確定の「奇跡の価値は」を除き、いずれの内容も期待度は低い。
- 「使徒、襲来」 → 「シンクロリーチ or 初号機リーチ」
- 「レイ、心のむこうに」 → 「シンクロリーチ or 零号機リーチ」
- 「アスカ、来日」 → 「シンクロリーチ or 弐号機リーチ」
- 「決戦、第3新東京市」 → 「シンクロリーチ or ヤシマ作戦リーチ」（ダブルリーチ成立でシンクロリーチ確定）
- 「瞬間、心、重ねて」 → 「シンクロリーチ or ユニゾンリーチ」（ダブルリーチ成立でシンクロリーチ確定）
- 「奇跡の価値は」 → 大当たり確定（確変中は確変大当たり確定）

#### 使徒予告
デジタル変動直後、赤背景に黒文字で「警報」と表示されアラームが鳴る。その後、伊吹マヤの「パターン青、使徒です」の台詞の後に使徒が表示され、対応したリーチへの発展が予告される。関連性の無いリーチに発展した場合は「法則崩れ」により大当たりが確定する。使徒が表示されれば期待度は高いが、本作のみ使徒が表示されない「ガセ」パターンが多い。その場合は高確率でシンクロリーチへ発展する為、期待度は低い。この点は、続編の『セカンドインパクト』にて改善されている。確変・暴走中は発生しない。
- 使徒が表示されなかった場合 → 対応先なし
- 「第3使徒サキエル」 → 「零号機リーチ or 初号機リーチ」
- 「第4使徒シャムシエル」 → 大当たり確定
- 「第5使徒ラミエル」 → 「ヤシマ作戦リーチ」
- 「第6使徒ガギエル」 → 「弐号機リーチ」
- 「第7使徒イスラフェル」 → 「ユニゾンリーチ」
- 「第13使徒バルディエル」 → 大当たり確定

#### 左右同時停止
左右の図柄が同時に停止した場合、スーパーリーチが確定し、若干期待度が上がる。ただし、暴走モード中の場合はノーマルリーチのまま外れる事がある。この予告は他のリーチ前予告と複合する事が多い。

### リーチ後予告

#### 図柄アニメーション
リーチ直後、図柄のキャラが動く。通常時は発生してもしなくても大差ないが、確変中の場合は高確率でスーパーリーチへ発展する。大当たり時（図柄が揃った後）にも図柄アニメーションが発生する。

#### 背景予告
リーチ直後、背景に綾波レイが表示されると、期待度大幅アップとなる。所謂激アツ予告の1つである。この予告からシンクロリーチに発展した場合や、レイではなくカヲルや碇ユイが表示された場合は大当たり確定となる。確変・暴走中は発生しない。

#### 群予告
リーチ直後、画面下部から「ミニキャラ群」が通過すると、期待度大幅アップとなる。所謂激アツ予告の1つである。登場したキャラによって発展先が決まっており、関連性の無いリーチに発展した場合は「法則崩れ」により大当たりが確定する。尚、この予告は前回大当たりからの回転数が401回以上でないと出現しない。ただし、前営業日に400回転前後で終了していた場合、台に記憶された回転数はリセットされない為、朝イチから出現する場合もある。確変・暴走中は回転数問わず発生しない。
- 「シンジ群」 → 「初号機リーチ or ヤシマ作戦リーチ or ユニゾンリーチ」
- 「アスカ群」 → 「弐号機リーチ or ユニゾンリーチ」
- 「レイ群」 → 「零号機リーチ or ヤシマ作戦リーチ」

### その他

#### 役モノ咆哮
デジタル変動中、盤面右側にある「初号機役モノ」が咆哮をあげれば「暴走モード」への突入が確定する。

#### エヴァ格納庫
デジタル変動直後、背景が「エヴァ格納庫」に変化し、変動音が「残酷な天使のテーゼ」になると確変大当たり確定となる。最も早い段階で「確定」を知る事ができるプレミアム演出で、本作において唯一、通常時で確変大当たり確定となる予告演出でもある。

## リーチ演出

### ノーマルリーチ
ごく稀にノーマルリーチのまま大当たりする事があり、その場合は確変大当たり確定である。再抽選演出が発生しない為、ノーマルリーチのまま大当たりする可能性があるのは確変図柄のみである。「進み」や「戻り」といった再始動演出も存在し、本作のみ±1コマ以外でも再始動が発生する。
スーパーリーチ発展演出
ノーマルリーチ中、背景にミサトが現れ、「エヴァンゲリオン、発進!」の台詞の後、3機のエヴァが発進する演出が発生すれば「エヴァンゲリオン系」か「ストーリー系」のスーパーリーチ、もしくは「全回転リーチ」へ発展する。基本的に「シングルリーチ」よりも「ダブルリーチ」の方が期待度が高いが、高信頼度を誇る「ストーリー系」へはシングルからのみ発展する。背景にミサトではなくゲンドウと冬月が現れ、「勝ったな。」「ああ。」の台詞の後、3機のエヴァが発進する演出が発生すれば大当たり確定（確変中は確変大当たり確定）となる。
上記の演出が発生せず、ノーマルリーチ中に画面がホワイトアウトした場合は「シンクロリーチ」へ発展する。

### スーパーリーチ
スーパーリーチは「シンクロリーチ」、「エヴァンゲリオン系」、「ストーリー系」、「全回転」の四つに分けられる。

#### シンクロリーチ
スーパーリーチの中では最も期待度が低い。しかし、特定の予告から発展すれば大当たりが確定する。また、本作のみハズレ後の「進み」が存在する。

#### エヴァンゲリオン系
予告演出により期待度が左右されやすく、「シングルリーチ」からの発展よりも「ダブルリーチ」からの方が信頼度が高い。大当たり時には「任務完了」と表示される（台詞はリーチによって異なる）。
零号機リーチ
零号機が、パレットライフルで図柄を撃ち落していくリーチ。最大で3回ライフルを発射するが、2発目でハズレてしまったり、1発目で当たる事もある。第3使徒サキエルが敵として登場するのが通常パターンだが、敵が第4使徒シャムシエルの場合は期待度アップとなる。ハズレ後、青い炎と共に鼓動音が発生すると、ロンギヌスの槍で敵を打ち抜く復活演出が発生する。この場合は確変大当たりが確定する。本作のエヴァンゲリオン系で唯一、最終煽り以外の台詞が用意されている。
弐号機リーチ
原作第八話をモチーフにした、弐号機vs第6使徒ガギエルのリーチ。水中で敵の猛攻に耐えれば大当たりとなる。シングルとダブルでは期待度に大きな差があり、ダブルの方が期待度が高い。ハズレ後、青い炎と共に鼓動音が発生すると、プログレッシブナイフで画面を切り裂く復活演出が発生する。この場合は確変大当たりが確定する。
初号機リーチ
初号機が敵のATフィールドと共に図柄を引き裂いていくリーチ。「エヴァンゲリオン系」の中では最も期待度が高い。第3使徒サキエルが敵として登場するのが通常パターンだが、敵が第13使徒バルディエル（エヴァンゲリオン3号機）だった場合は期待度大幅アップ。また、通常図柄が手前のダブルリーチからの発展は期待度が高く、バルディエルと複合した場合の期待度は、後述の「ユニゾンリーチ」を超えるといわれる。ハズレ後、シンジが必死に機体を動かそうとする演出（暴走モード突入演出と同じシーン）が発生すると、初号機がハズレ図柄を引き裂く復活演出となる。この場合は確変大当たりが確定する。

#### ストーリー系
いずれも期待度の高いリーチとなっており、シングルリーチからのみ発展する。確変・暴走中に発生した場合は確変大当たりが確定し（確変図柄のシングルからしか発生しない）、時短中の場合も大当たり確定となる。
ヤシマ作戦リーチ
スーパーリーチ発展演出後、黒背景に白文字で「第5の使徒」と表示されればヤシマ作戦リーチとなる。このリーチは原作第六話をモチーフにした初号機vs第5使徒のリーチで、ポジトロン・スナイパー・ライフルで敵を打ち抜けば大当たりとなる。弾かれた場合、シンジがコックピットで悲鳴をあげる演出が発生した場合はハズレとなるが、零号機が盾になる復活演出が発生した場合は確変大当たり確定となる。
ユニゾンリーチ
スーパーリーチ発展演出後、黒背景に白文字で「第7の使徒」と表示されればユニゾンリーチとなる。このリーチは原作第九話をモチーフにした初号機&弐号機vs第7使徒のリーチで、全リーチ中、最も信頼度が高いといわれている。原作と同様、画面下に「残時間」が表示されるが、実はこの「残時間」表示と連動してタイマー役モノが作動している。最後のキックの後に爆発が起これば大当たりとなり、二人が悶絶するカットが表示された場合はハズレとなる。このリーチには復活演出はない。ちなみに、作戦説明中、シンジ⇒アスカの順にパイロットが表示されるのが基本であるが、アスカ⇒シンジの順に表示された場合は大当たり確定となる。

#### 全回転リーチ
スーパーリーチ発展演出後、黒背景に白文字で「2000年　南極大陸」と表示されれば全回転リーチとなる。発生した時点で確変大当たりが確定し、シングル・ダブルどちらからも発展する。本作のみ、通常図柄テンパイから発展した場合は「戻り」が発生する。

### 補足
上段に4（冬月）図柄、もしくは、下段に2（加持）図柄でリーチが確定した場合について
様々な掲示板や雑誌で話題となり、検証の結果大当たり確定であることが判明している。また、本作では突然確変を搭載していないZFやZXでも同様に大当たり確定となっている。この法則は以降のシリーズ機にも継承されている。

### 再抽選演出
通常図柄による大当たり後、青い炎と共に鼓動音が発生すると再抽選演出である「初号機チャンス」が発生する。青い炎が発生せずに画面がホワイトアウトした場合は、そのまま通常大当たりが確定する。初号機チャンスが発生しても、必ず確変に昇格する訳ではない。
初号機チャンス
図柄が全回転し、当たり図柄の±1の範囲で停止する。「進み」や「戻り」といった演出もある。背景の初号機に羽根か生えているか、盤面右側にある「初号機役モノ」が咆哮をあげれば昇格が確定する。尚、暴走モード中は常に「初号機役モノ」の口が開いているため、「初号機チャンス」時に口が閉じれば必ず咆哮し昇格が確定となる。

## スペック

### CR新世紀エヴァンゲリオンZF
- 大当たり確率
  - 低確率：1/496.5
  - 高確率：1/49.6
- 確変割合：68%
- 大当たりラウンド：15R・9C
- 賞球数：3&5&10&15
- 時短：全ての大当たり終了後100回転

### CR新世紀エヴァンゲリオンZX
- 大当たり確率
  - 低確率：1/496.5
  - 高確率：1/49.6
- 確変割合：74%
- 大当たりラウンド：15R・9C
- 賞球数：3&5&10&15
- 時短：なし

### CR新世紀エヴァンゲリオンSF
- 大当たり確率
  - 低確率：1/397.2
  - 高確率：1/39.7
- 確変割合：67%（内2R確変20%、これを除くと58.75%）
- 大当たりラウンド：2R（ショート開放） or 15R・9C
- 賞球数：3&5&10&15
- 時短：全ての大当たり終了後100回転

### CR新世紀エヴァンゲリオンSN
- 大当たり確率
  - 低確率：1/262.1
  - 高確率：1/45.0
- 確変割合：62%（内2R確変24%、これを除くと50%）
- 大当たりラウンド：2R（ショート開放） or 15R・9C
- 賞球数：3&5&10&15
- 時短：なし